# Anthrax marstoni
Anthrax marstoni är en tvåvingeart som beskrevs av Neal L. Evenhuis och Greathead 1999. Anthrax marstoni ingår i släktet Anthrax och familjen svävflugor. Inga underarter finns listade i Catalogue of Life.